# Zandbrug (Utrecht)
De Zandbrug is een rijksmonumentale boogbrug in de Utrechtse binnenstad. De laatmiddeleeuwse brug overspant de Oudegracht.
Noordelijk van de Zandbrug ligt de toegang tot de Stadsbuitengracht en de rivier de Vecht met de Weerdsluis aan de Bemuurde Weerd. Direct aansluitend aan de zuidzijde van de brug liggen werfkelders en werven.

## Geschiedenis
In vroegere eeuwen lag de Zandbrug bij de noordelijke verdedigingswerken van deze stad. Op de Zandbrug stond vanaf 1505 een stenen ridder met twee leeuwen. Aan de oostzijde van de Zandbrug bevond zich de inmiddels verdwenen Weerdpoort, die als stadspoort de noordelijke toegang tot de stad over land vormde. Westelijk van de brug werd in 1544 het bolwerk Morgenster gebouwd. Aangezien de Zandbrug een rol speelde in de verdediging van de stad, was de brug voorheen voorzien van een ijzeren neerlaatbaar hekwerk. Hiermee kon de toegang tot de Oudegracht, die bij deze brug begint, worden versperd.
In de Tweede Wereldoorlog werd in de noordwesthoek van de brug een kleine betonnen bunker aan de waterkant aangebracht. Het naastgelegen hoekpand ontleende nog lange tijd zijn naam eraan.

### Heulen
Op Utrechtse bruggen werd destijds "geheuld". Jonge boerengeliefden reden dan op zondag met sjees over elke Utrechtse brug. Op iedere brug werd Heul-Heul geroepen, waarna ze elkaar kusten. Wegens het onstichtelijke karakter werd het gebruik verboden.

## Standbeeld
Op de Zandbrug bevindt zich sinds 1995 een beeld van Pieter d'Hont dat de Utrechtse volksheldin Trijn van Leemput afbeeldt. Volgens de overlevering was zij in de 16e eeuw de aanstichtster van de afbraak van de dwangburcht Vredenburg, en woonachtig bij deze brug. In de sokkel van het beeld staat de volgende tekst:
| Dit is 't beeld van Leemput's vrouw die moedig heeft gedaan dat borger nogh soldaat in Utrecht dorst bestaan 1577 |

## Afbeeldingen

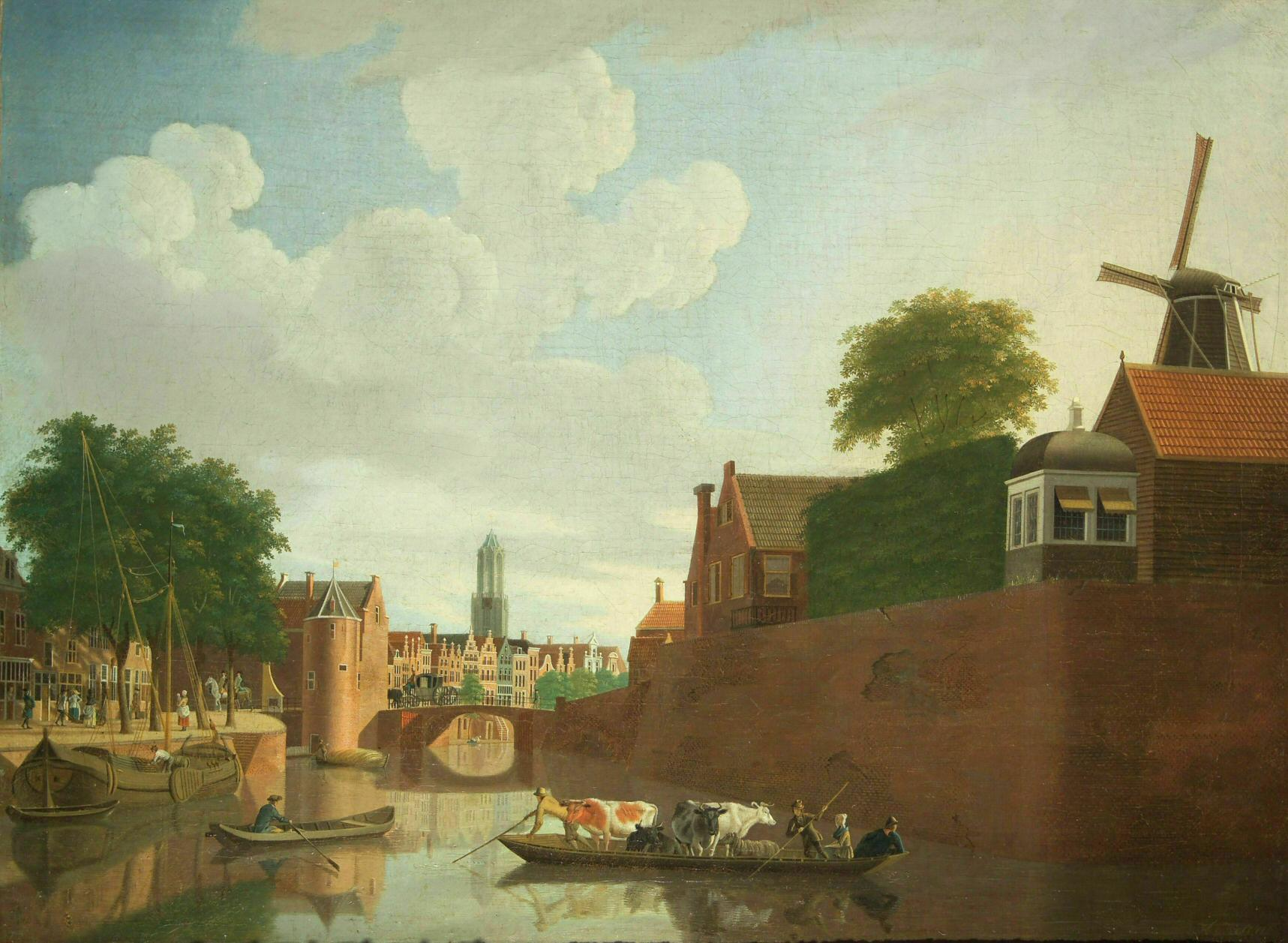
Schilderij van Hendrik Keun uit omstreeks 1765. Rechts op de voorgrond het verdwenen bolwerk Morgenster. In het midden de Zandbrug met de toegang tot de Oudegracht. Direct links naast de brug de Weerdpoort.
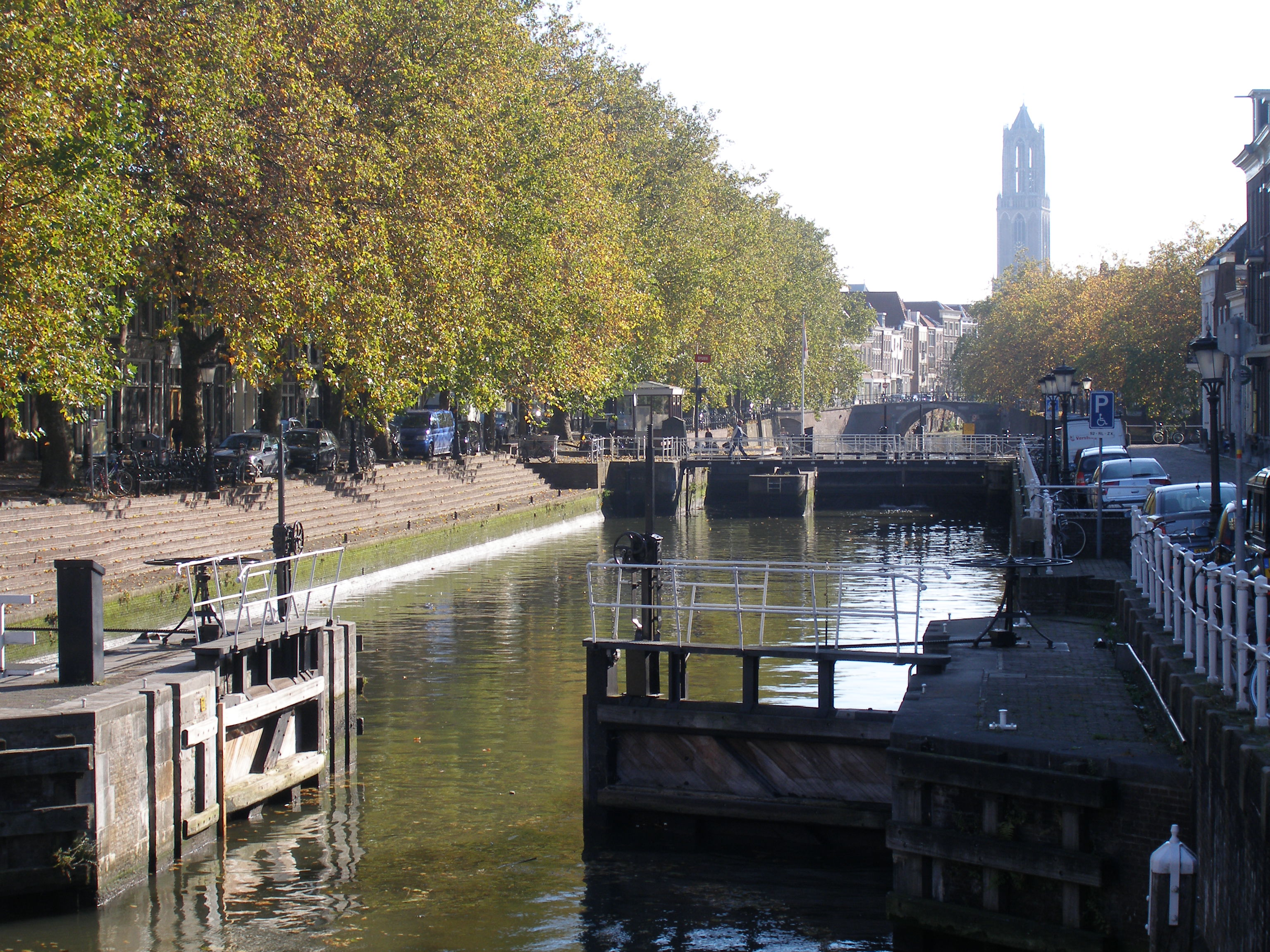
Gezicht vanaf de Vecht met de Weerdsluis en daarachter de Zandbrug
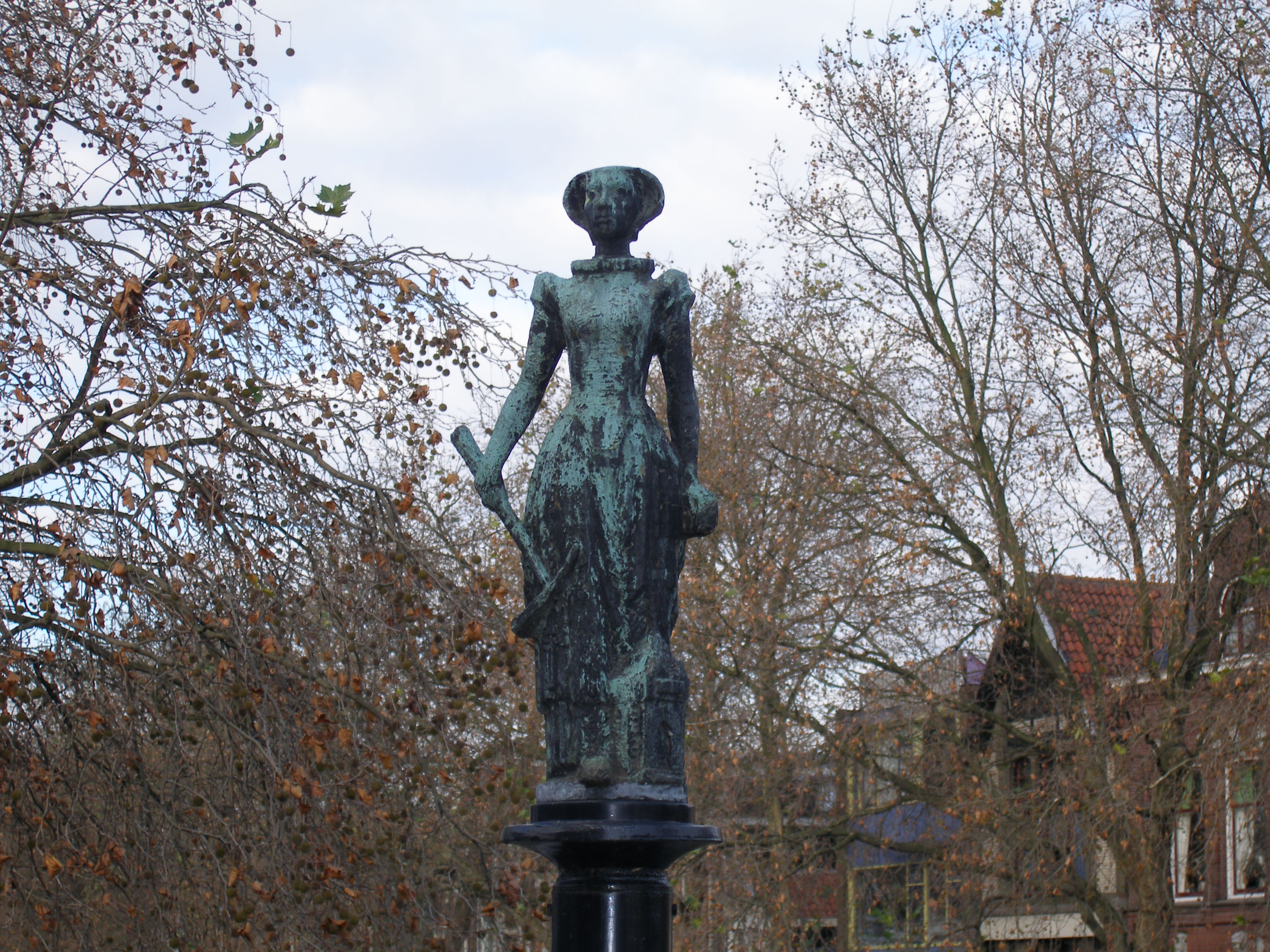
Beeld van Trijn van Leemput met houweel op de Zandbrug.
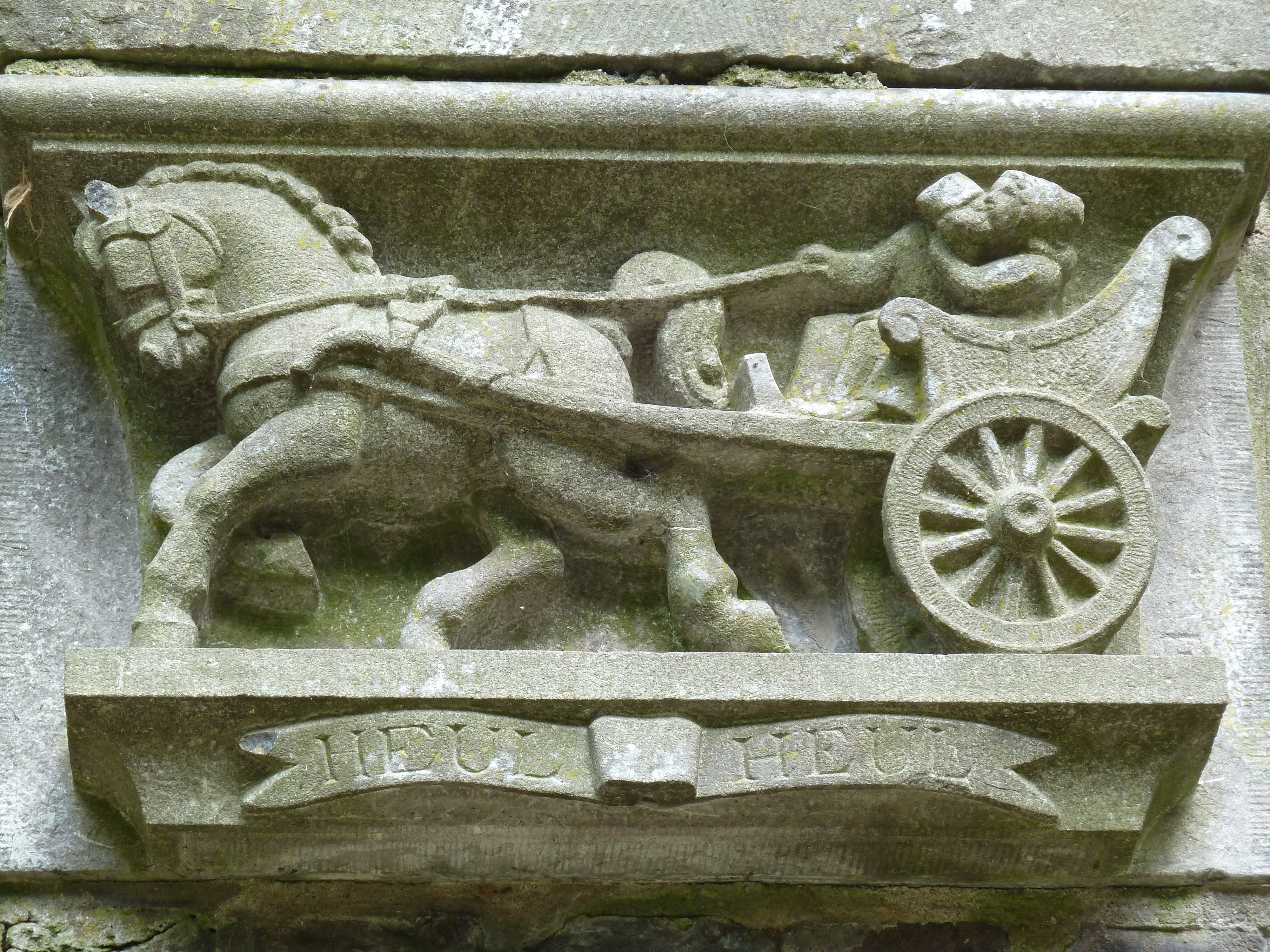
Heulen uitgebeeld in een lantaarnconsole aan de Oudegracht.
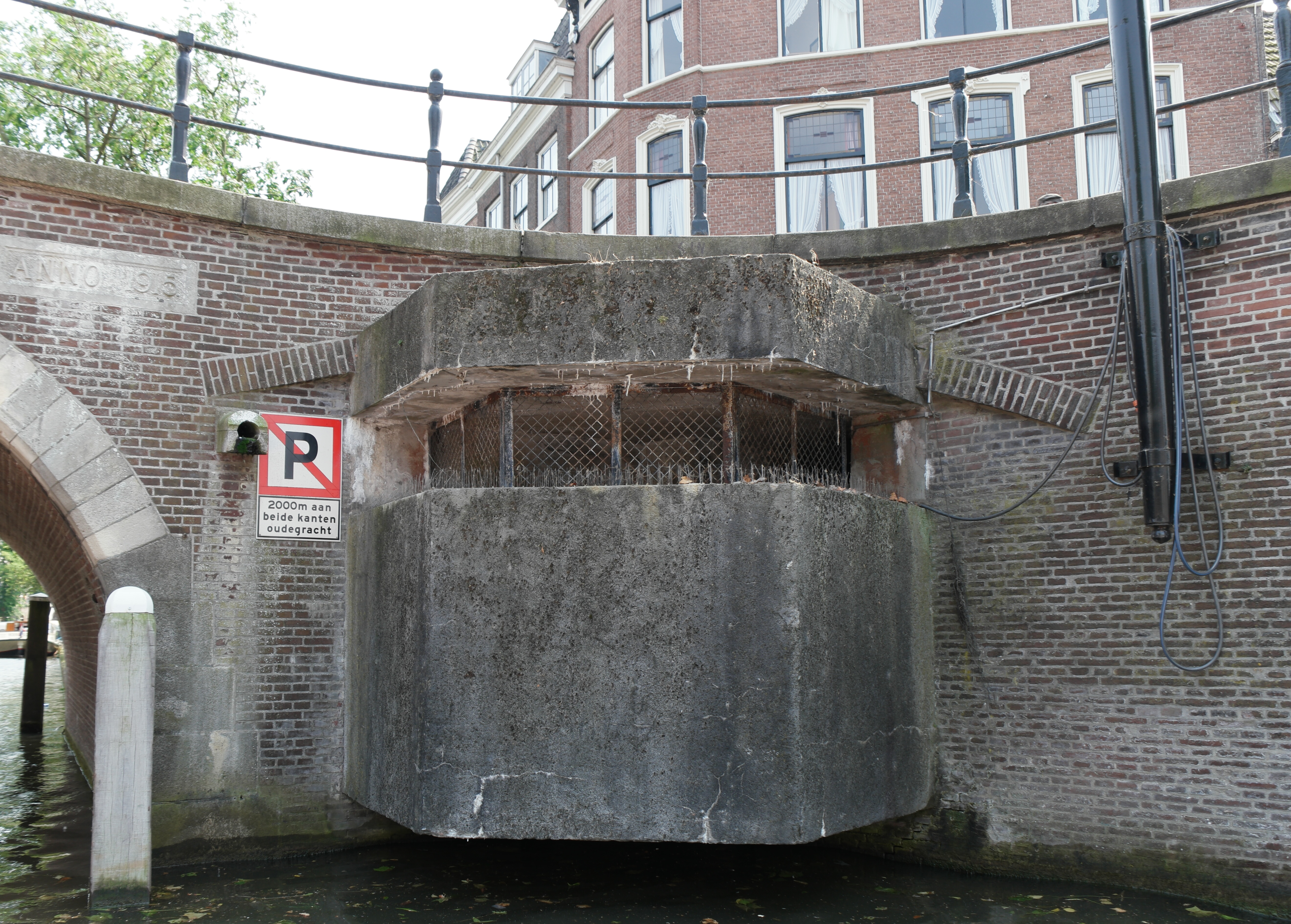
Bunker